# Pinguini Tattici Nucleari
I Pinguini Tattici Nucleari (spesso abbreviato in PTN) sono un gruppo musicale indie pop italiano formatosi nel 2010 in provincia di Bergamo. 
Con oltre cinque milioni di copie vendute certificate all'attivo, sono una delle band italiane con il maggior successo di vendite nell'era digitale e detengono l'attuale record di spettatori paganti per un singolo concerto di una band italiana, ottantamila persone presenti all'RCF Arena di Reggio Emilia. Inoltre il loro live tour di Fake News, composto da prima e seconda parte, è uno dei tour italiani con più biglietti venduti di sempre, avendone totalizzati più di un milione tra 2023 e 2024: nel 2023 la rivista americana Pollstar ha inserito il tour di Fake News all'ottavo posto nella lista dei più importanti tour a livello mondiale per successo al box office dell'anno. 
I componenti si conoscono tra i banchi di scuola e per anni pubblicano canzoni autoprodotte, fino a raggiungere il successo mediatico nel 2020 con la partecipazione al 70º Festival di Sanremo nella sezione Campioni, concorrendo con il brano Ringo Starr e classificandosi al terzo posto.

## Storia

### Gli esordi e i primi album (2010-2018)
La band nasce alla fine del 2010 in provincia di Bergamo, ed è formata inizialmente da Lorenzo Pasini e Riccardo Zanotti. Secondo quanto raccontato dagli stessi componenti della band, il nome deriva dalla birra scozzese Tactical Nuclear Penguin, prodotta dal 2009 dal birrificio BrewDog. Esordiscono come band di genere metal demenziale.
Il loro primo EP autoprodotto, contenente cinque brani, dal titolo Cartoni animali, viene pubblicato nel 2012. Per i seguenti anni suonano in numerosi locali, dapprima nella sola provincia di Bergamo e poi in tutto il nord Italia, con la speranza di costruire un pubblico fidelizzato per potersi auto-promuovere. Per anni lavorano senza ufficio stampa, agenzia di Booking ed etichetta, autogestendo tutti questi aspetti e di fatto abbracciando l'Etica DIY, come spiegato dai componenti.
In seguito all'ingresso nella band del batterista Marco Sonzogni, Riccardo Zanotti diventa frontman e voce unica, oltre che autore. Nel 2014 viene pubblicato il primo album in studio, Il re è nudo, composto da sette tracce più una intro, contenente brani come Cancelleria e Test d'ingresso di medicina.
L'anno seguente avvengono dei cambi nella band che si avvicina alla composizione attuale: l'ingresso di Elio Biffi e l'uscita del precedente batterista Sonzogni in favore di Matteo Locati. Con questo organico il 18 dicembre 2015 viene pubblicato il secondo album Diamo un calcio all'aldilà, dalle sonorità più alternative rock.
Infine, è nel 2016 che il gruppo assume la formazione attuale con l'inserimento di Nicola Buttafuoco alla chitarra e Simone Pagani al basso, che è andato a sostituire Cristiano Marchesi. Ad oggi questa formazione è rimasta invariata.
Il 17 aprile 2017 pubblicano il loro terzo album, Gioventù brucata. Il disco presenta delle sonorità che spaziano dal rock title track, alla ballata di Irene, al rock pop di Tetris, fino ai brani più progressive come Gigi Cinque Ottavi. Da notare come nel 2020, a ridosso della partecipazione del gruppo al Festival di Sanremo, il testo di Irene verrà accusato dal leader della Lega, Matteo Salvini, di incitare ad un immaginario violento (in relazione ai versi iniziali "Irene questa sera la faccia te la strapperei via / Così faresti paura al mondo ma resteresti sempre mia / In questa notte di buio pesto, che forse era buio pomodoro / Le mie mani Brigate Rosse accarezzano te che sei Aldo Moro"), polemica poi rivelatasi da subito infondata. 

### Fuori dall'hype, il fumetto e il Festival di Sanremo 2020 (2019-2020)
Il 5 aprile 2019 viene pubblicato, per la prima volta da Sony Music, l'album Fuori dall'hype, anticipato dai singoli Verdura (uscito il 18 gennaio), Sashimi e Fuori dall'hype. Il 26 aprile 2019 esce Faber nostrum, album tributo per Fabrizio De André, contenente una rivisitazione del gruppo di Fiume Sand Creek.

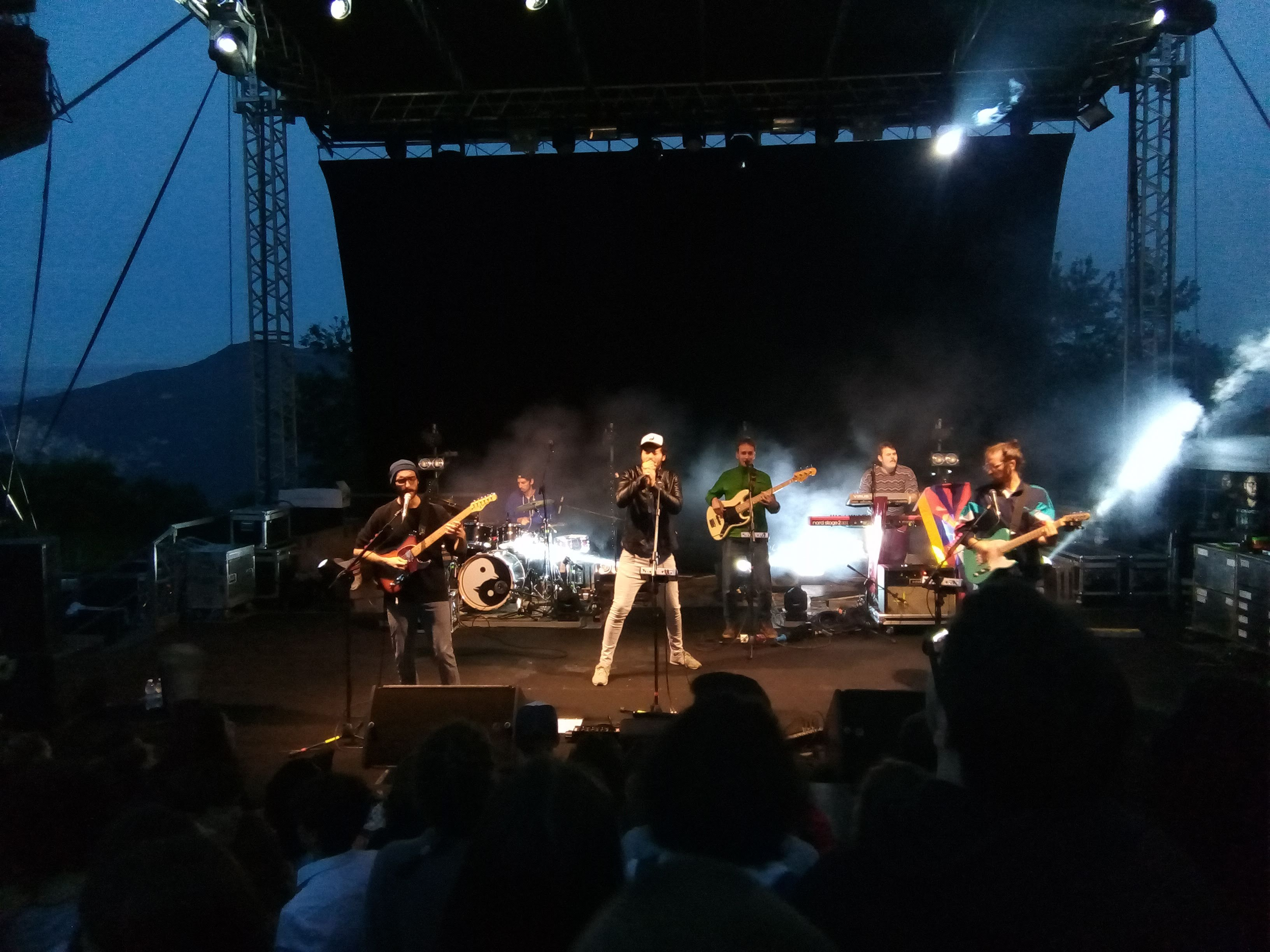
I Pinguini Tattici Nucleari allo Stif Sound 2019 a Villa Lagarina.

Il 1º maggio 2019 partecipano al Concerto del Primo Maggio in piazza San Giovanni in Laterano a Roma portando i brani Verdura e Irene.
A settembre dello stesso anno la FIMI premia con il disco d'oro il singolo Irene. Due settimane dopo anche il singolo Verdura riceve il medesimo riconoscimento.
Nel mese di ottobre 2019 esce il libro Pinguini Tattici Nucleari a Fumetti, adattamento ufficiale di alcune canzoni della band edito da BeccoGiallo. La curatela viene affidata allo sceneggiatore Lorenzo La Neve, mentre i disegni ad autori vari.
Nel febbraio 2020 prendono parte alla 70ª edizione del Festival di Sanremo, con il brano Ringo Starr. Nella seconda serata raggiungono il terzo posto nella classifica parziale, nonché il quarto nella classifica generale delle prime due serate, entrambi decretati dal voto della giuria demoscopica. Durante la terza serata della succitata manifestazione canora dedicata alle cover, la band esegue un medley intitolato Settanta volte con Papaveri e papere, Nessuno mi può giudicare, Gianna, Sarà perché ti amo, Una musica può fare, Salirò, Sono solo parole e Rolls Royce; tale esibizione li proietta alla terza posizione della classifica della serata, stilata sulla base dei voti dei membri dell'orchestra della kermesse sanremese. Nella serata finale, che vede una classifica basata sui voti della giuria demoscopica, sala stampa e televoto, il gruppo si classifica al terzo posto assoluto.
Il 7 febbraio è uscita la ristampa di Fuori dall'hype dal titolo Fuori dall'hype - Ringo Starr, contenente anche Ringo Starr, i brani inediti dal titolo Ridere e Bergamo, nonché la versione dal vivo di Cancelleria (da Il re è nudo) e la versione acustica di Irene (dall'album Gioventù brucata). Il 17 febbraio 2020 l'album viene certificato disco d'oro e successivamente disco di platino. Una settimana dopo anche il singolo Ringo Starr viene certificato disco d'oro e poi disco di platino.
Per il 29 febbraio 2020 viene annunciato un concerto al Mediolanum Forum di Assago. Visto il successo di vendite per il concerto, andato sold out in poche settimane, sono stati organizzati altri spettacoli dal vivo nei palazzetti di diverse città italiane: si tratta, dunque, del primo tour della band nei palazzetti, il cui nome #machilavrebbemaidetto tour è una citazione tratta dal singolo Verdura. Il 24 febbraio viene annunciato il rinvio di tutte le date del tour a scopo cautelativo, a causa della diffusione del COVID-19 in Italia; con una successiva comunicazione del 6 marzo, sono state ufficializzate le nuove date del tour per il mese di ottobre 2020, rinviato ulteriormente a febbraio 2021 e successivamente posticipato tra il settembre e l'ottobre seguente.

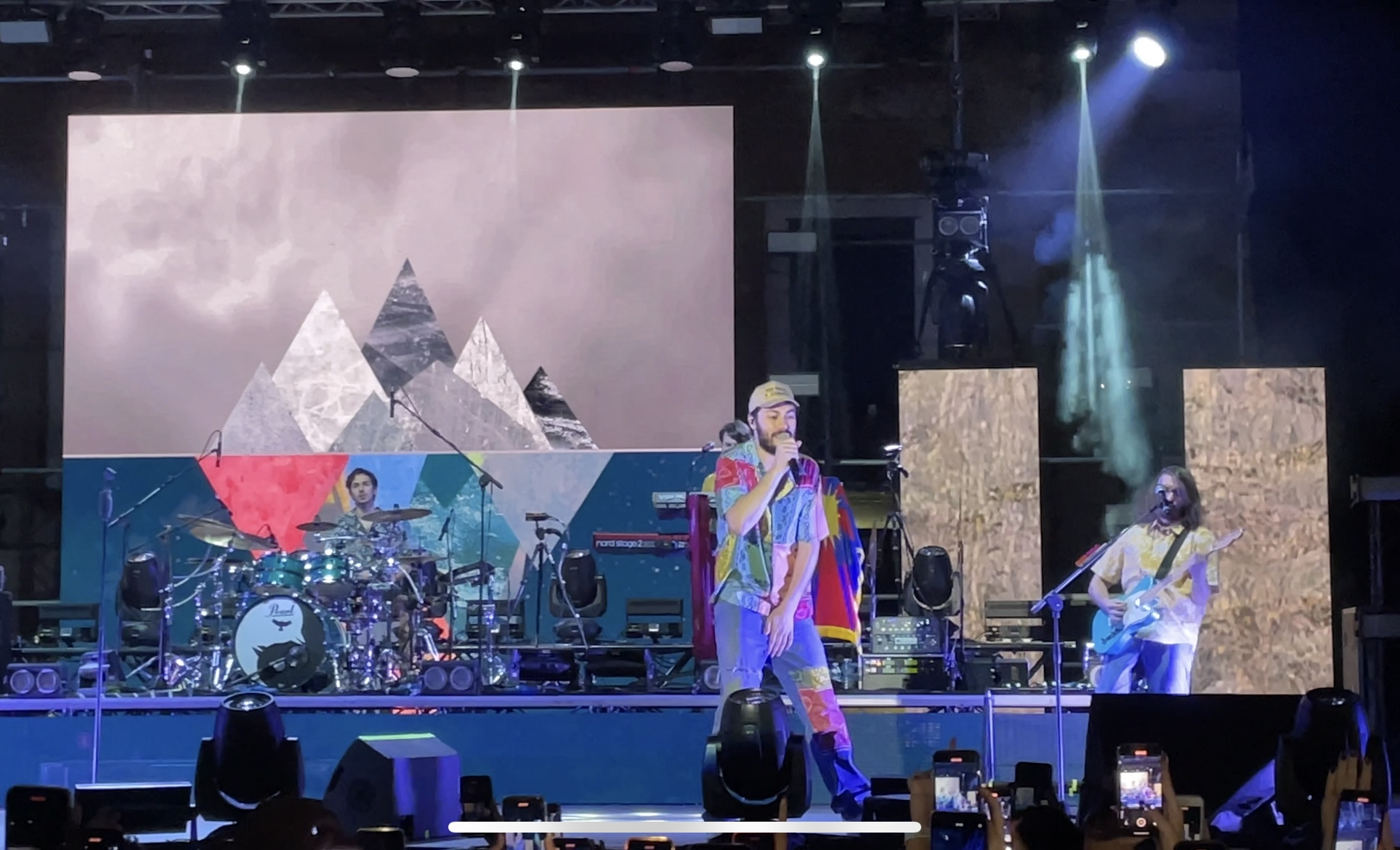
Il gruppo in concerto a Cosenza nel luglio 2022

Il 17 aprile successivo esce Ridere, il secondo singolo estratto dalla ristampa dell'album Fuori dall'hype - Ringo Starr, il cui video musicale viene rilasciato il 28 aprile.

### Ahia!(2020-2021)
Il 27 agosto 2020, il frontman del gruppo Riccardo Zanotti partecipa come giurato al Festival di Castrocaro 2020, in onda su Rai 2. Il giorno successivo viene pubblicato il nuovo singolo La storia infinita, il quale il 19 ottobre viene certificato disco d'oro. Il 31 agosto il singolo Ridere viene certificato disco di platino. Il 13 novembre viene pubblicato Scooby Doo, che anticipa un nuovo EP dal titolo Ahia!, la cui uscita è fissata per il 4 dicembre seguente. Nel corso dello stesso mese i singoli La storia infinita e Scooby Doo vengono attestati disco d'oro.
Il 25 gennaio 2021 l'EP Ahia! viene certificato disco d'oro e, successivamente, il 1º febbraio vengono certificati disco di platino rispettivamente i singoli Scooby Doo e Ridere – doppio disco per quest'ultimo – e per l'album Fuori dall'hype. Il 15 febbraio 2021 il singolo Verdura riceve la certificazioni quale disco di platino. A marzo, in occasione della settantunesima edizione del Festival di Sanremo, tornano a calcare il palco del teatro Ariston, affiancando Bugo nella terza serata, dedicata alle cover, con il brano Un'avventura di Lucio Battisti. Il 15 marzo seguente il brano Tetris, tratto dall'album Gioventù brucata è certificato disco d'oro. Sempre nel 2021 collaborano con diversi artisti per alcuni featuring: si tratta dei brani Ferma a guardare con Ernia, Meglio con Bugo e Babaganoush con Madame.
Nel mese di ottobre, il singolo Scrivile scemo viene certificato terzo disco di platino, così come il precedente singolo Scooby Doo. Successivamente, l'EP Ahia! ottiene doppio disco di platino. L'ultimo singolo estratto è Pastello Bianco, che, il 6 dicembre, ottiene il doppio disco di platino.

### Fake Newse i tour (2022-2024)

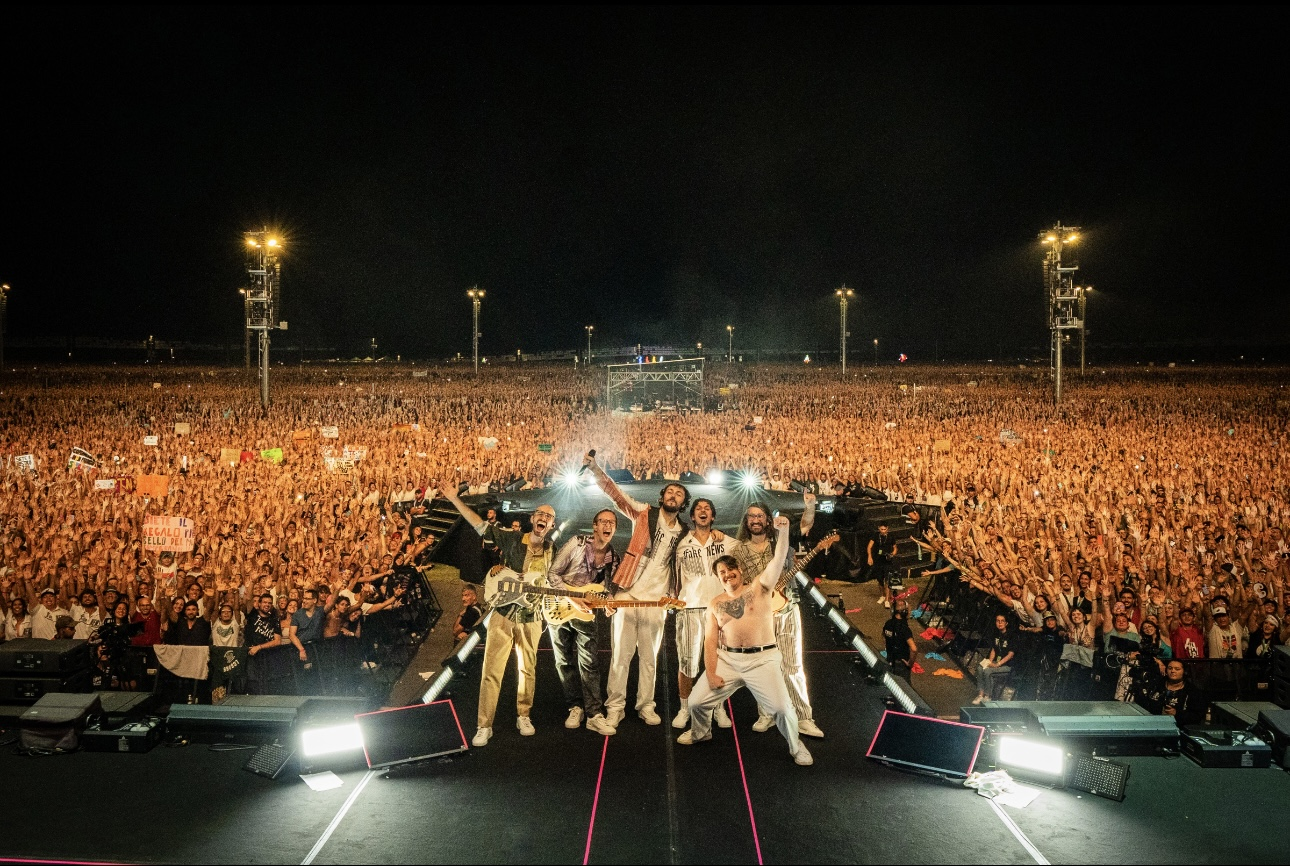
Pinguini Tattici Nucleari all'RCF Arena di Reggio Emilia il 09/09/2023

Nel 2022 danno il via al Dove eravamo rimasti tour, primo tour nei palazzetti, che va a sostituire il precedente #machilavrebbemaidettotour, rimandato di oltre due anni a causa della pandemia di COVID-19. Il 27 maggio, dopo aver annunciato di essere al lavoro per un nuovo album, la band pubblica il singolo Giovani Wannabe, che riscuote un rilevante successo, raggiungendo le vette sia nelle classifiche FIMI sia tra i brani più trasmessi in radio, e viene certificato doppio disco di platino. Il 19 agosto seguente esce Dentista Croazia, singolo che ripercorre gli esordi del gruppo. Il 23 settembre esce il singolo Ricordi, giunto anch'esso al numero uno della FIMI.
Il 13 novembre la band ha ricevuto l'MTV Europe Music Award al miglior artista italiano agli MTV Europe Music Awards 2022. Il 2 dicembre la band pubblica il suo quinto album Fake News.
Il 17 ottobre 2022 il gruppo annuncia un concerto allo Stadio di San Siro – andato sold out in dodici ore – per l'11 luglio seguente, e, in seguito all'aggiunta di una seconda data allo Stadio Olimpico di Roma, anch'essa da tutto esaurito, l'11 novembre viene confermato il primo tour negli stadi; quest'ultimo sarà composto da dieci date in sette diversi stadi italiani tra il 7 luglio e il 13 agosto 2023 con un concerto finale il 9 settembre 2023 alla RCF Arena di Reggio Emilia. Proprio la data alla RCF Arena detiene il record per il numero di paganti presenti a un concerto di una band italiana, vale a dire più di ottantamila. Il tour degli stadi totalizza più di mezzo milione di biglietti venduti per undici date, risultando il più venduto del 2023 insieme a quello di Marco Mengoni.
Il 31 marzo 2023 esce il singolo Coca zero, mentre il 19 maggio Rubami la notte con il quale raggiungono la posizione 5 della FIMI.
Il 9 settembre 2023 il gruppo ha annunciato il Fake News Indoor Tour - Palasport 2024, vendendo un totale di 100 mila biglietti nelle prime 24 ore dall'avvio delle prevendite. Per il tour di Fake News, strutturato in due parti, hanno venduto un totale di un milione di biglietti, rappresentando da soli circa il 4,1% del mercato del live italiano nel 2023. La rivista americana Pollstar, che analizza dati inerenti all'industria del live provenienti da tutto il mondo, ha inserito questo tour nella top 10 dei più riusciti dell'anno.
A novembre 2023 il singolo Giovani Wannabe consegue il premio SIAE per la miglior performance di una canzone in radio del 2022 mentre l'autore e cantante della band Riccardo Zanotti riceve il premio SIAE per i risultati ottenuti sul versante audio-streaming.  Sempre alla fine del 2023 Spotify, nell'annuale wrapped, comunica che i Pinguini sono gli ottavi artisti più ascoltati dell'anno in Italia, nonché gli unici in top 10 ascrivibili al genere Pop.

### Hello World(2024-presente)
Il 26 marzo 2024 viene annunciato il Hello World Tour negli stadi e arene di 9 date tra il 7 giugno e il 4 luglio 2025. Il 13 settembre 2024 esce il singolo Romantico ma muori. Il 15 novembre 2024 esce il singolo Islanda. I singoli vengono inseriti nel sesto album in studio della band Hello World, pubblicato il 6 dicembre 2024. In una sola settimana l'album viene certificato disco d'oro. Dopo poco meno di un mese, l’album viene certificato disco di platino. L'11 aprile 2025 viene pubblicato un nuovo singolo, la versione remixata di Bottiglie Vuote in collaborazione con Max Pezzali.

## Formazione

### Formazione attuale
- Riccardo Zanotti (Alzano Lombardo, 16 settembre 1994) – voce, chitarra
- Nicola Buttafuoco (Pedrengo, 24 ottobre 1994) – chitarra
- Lorenzo Pasini (Alzano Lombardo, 28 maggio 1994) – chitarra
- Simone Pagani (Bergamo, 4 luglio 1991) – basso, contrabbasso, voce
- Matteo Locati (Treviglio, 26 febbraio 1991) – batteria
- Elio Biffi (Seriate, 8 maggio 1994) – tastiere, fisarmonica, voce

### Ex componenti
- Francesco Bernuzzi – voce
- Claudio Cuter – chitarra
- Cristiano Marchesi – basso
- Marco Sonzogni – batteria

## Discografia
- 2014 – Il re è nudo
- 2015 – Diamo un calcio all'aldilà
- 2017 – Gioventù brucata
- 2019 – Fuori dall'hype
- 2022 – Fake News
- 2024 – Hello World

## Tournée
- 2020 – #machilavrebbemaidetto tour (annullato per la pandemia di COVID-19)
- 2022 – Dove eravamo rimasti tour
- 2023 – Pinguini Tattici Nucleari Stadi 2023
- 2024 – Fake News Indoor Tour
- 2025 – Hello World Tour

## Opere
- AA. VV. (testi e disegni); Pinguini Tattici Nucleari a fumetti, BeccoGiallo, 2019, ISBN 978-88-3314-085-8.

## Riconoscimenti
- MTV Europe Music Awards
  - 2022 – Miglior artista italiano[45]